# Безпечна шпилька

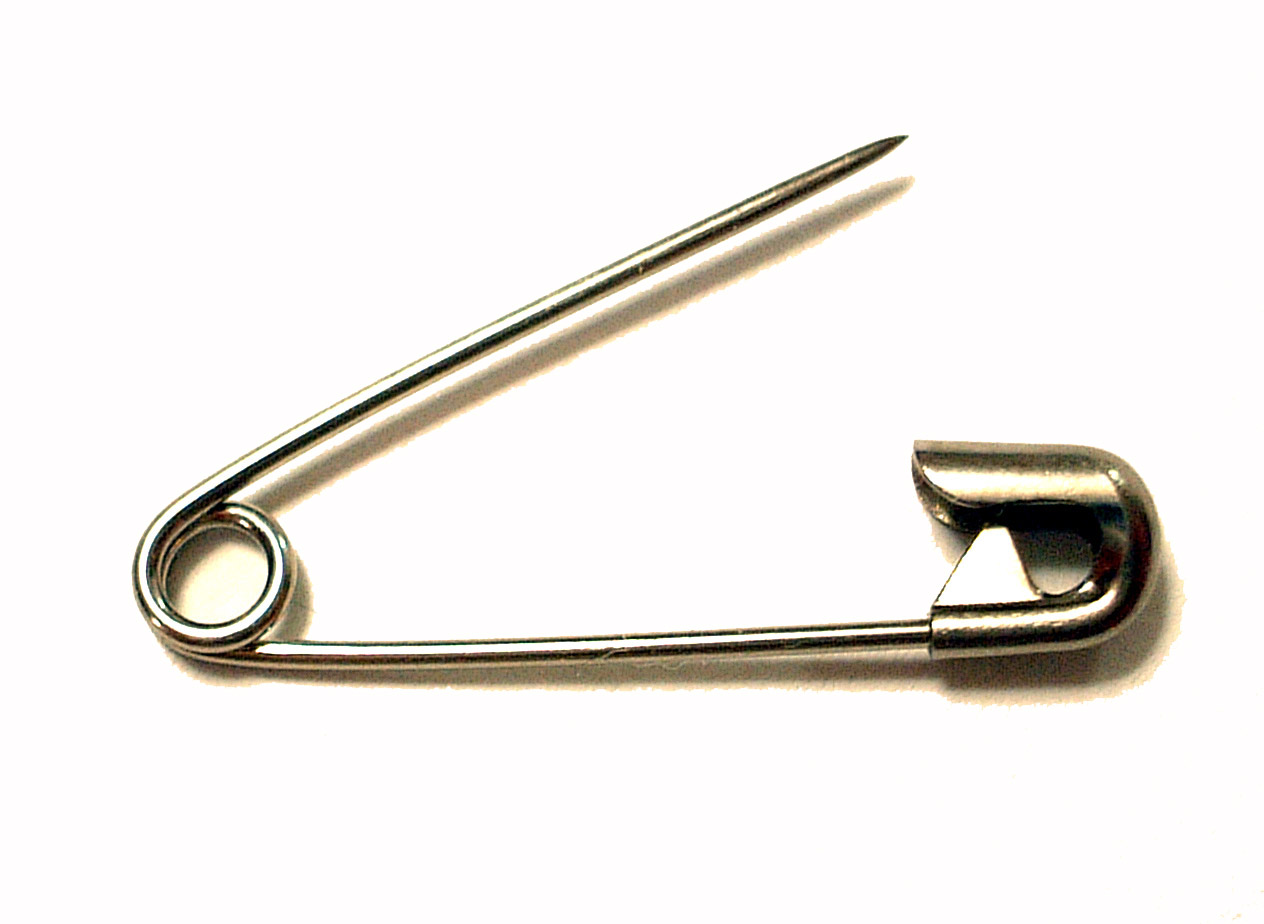
Безпечна шпилька.

Шпилька, безпечна шпилька, діал. аґра́фка, ґра́фка (від пол. agrafka < фр. agrafe) — різновид шпильки, в якій вістря голки накривається кришкою для захисту від випадкового уколу. Кришка англійської шпильки утримується сформованою зі стрижня шпильки пружиною і має форму, розраховану на легке розстібання.

## Історія
Пристосування, функціонально подібні сучасним англійським шпилькам, використовувалися ще понад три тисячоліття тому, вперше з'явившись у праіндоєвропейських народів Причорномор'я. У III тисячолітті до нашої ери шумери — цивілізація, що існувала на південному сході Межиріччя в IV—III тисячоліттях до нашої ери, — вже використала шпильки, виготовлені із заліза і кістки. А в XIII столітті до нашої ери древні римляни скріплювали тоги шпилькою, яка називалася «фібулою» (металева застібка для одягу, яка слугувала прикрасою).
У Середньовіччі в Європі вчені відчувають брак в інструменті для кріплення аркушів паперу. До того часу зшивати папір вже було незручно через зростаючі обсяги роботи. Тоді й з'являються машини для виробництва шпильок. Шпильки виготовляли шляхом розтягування металевих брусків в дріт. Потім його пропорційно розрізали та прикріплювали металеву головку до кожного відрізку.
У нинішньому вигляді англійську шпильку винайшов американський інженер Волтер Хант 10 квітня 1849 року. Права на її використання були спішно продані за 400 $ (близько 10000 $ в цінах на 2008 рік), щоб сплатити борг Ханта в розмірі 15 $ (патент (США) #6,281 від 10 квітня 1849).
Проте в ті часи патент не завжди захищав винахідника. Вже восени того ж року заповзятливий британець (Чарльз Роулі) запатентував аналог шпильки Ханта у себе на батьківщині. Тому тепер у всьому світі цю шпильку називають «англійською».
Англійська шпилька може бути елементом декоративних предметів туалету: брошок, нагрудних знаків тощо.

## Нецільове використання «англійської» шпильки
Укол шпилькою здатний зняти судому м'язів, деякі плавці прикріплюють шпильку до плавок при купанні. «Англійська» шпилька в цьому випадку зручна тому, що не може поранити власника при такому способі зберігання.
Забобонні люди вважають «англійську» шпильку простим, але надійним амулетом від пристріту.
Як панк-атрибутика шпильки стали використовувати британські та американські виконавці з 70-х років.
Багато митців використовують шпильки для прикрас, або модних аксесуарів. Шпильки виготовляють із золота і срібла, прикрашають стразами та коштовними каменями.